# Мейнхард II (граф Горицы)

Графство Горица на карте Юго-Восточной Германии 12 века

Мейнхард II (нем. Meinhard II. von Görz; 1163/1171 — 9 марта 1232) — граф Горицы. Сын Энгельберта II фон Гёрц и Адельгейды фон Дахау-Валлей.

## Биография
После смерти отца вступил в управление графством Горица вместе с братом — Энгельбертом III. Когда тот умер (в 1220 году), Мейнхард II стал править вместе с его сыном Мейнхардом III.

## Семья
Первая жена — Кунигунда фон Пайлштайн, дочь Конрада I. графа фон Пайлштайн, и его второй жены Аделы фон Орламюнде.
Не позднее 18 января 1206 года женился на Адельгейде, дочери тирольского графа Генриха I. О детях ничего не известно.
В 1231 году Мейнхард II упоминается как фогт Аквилеи.
Согласно книге записи умерших монастыря Розаццо, Мейнхард II скончался 9 марта 1232 года. Его наследником стал племянник — Мейнхард III.